# Andy Hamilton
Andy Hamilton (ur. 16 marca 1967 w Stoke-on-Trent, Anglia) – angielski darter, ceniony za swój "agresywny" styl gry. Nosi przydomek The Hammer i jest obecnie (2009) sklasyfikowany na 13. miejscu rankingu opublikowanego przez Professional Darts Corporation.
Hamilton zaczął grać w darta w wieku 16 lat razem z ojcem Jimem i bratem Darrenem. W wieku 18 lat Hamilton wystąpił w kilku amatorskich turniejach w Cheshire. W celu zdobycia wykształcenia przerwał karierę, do darta powrócił w 2004.